# 무원황후
무원황후 양씨(武元皇后 楊氏, 238년 ~ 274년 8월 25일)는 중국 삼국 시대 위나라 ~ 진나라의 인물이자 서진의 황후이다. 조위의 통사랑(通事郞) 양병(楊炳)의 딸이자 무제 사마염의 첫 번째 황후가 되며, 혜제 사마충의 어머니이다. 이름은 양염(楊艶)이며, 자(字)는 경지(瓊之)이다. 무제의 두 번째 황후인 무도황후와는 친척이다.

## 생애
그는 어릴 때부터 총명하고 서법에 밝았으며 자질이 아름답고 여자의 일에 숙련하였다. 관상을 잘보는 사람이 일찍이 그의 상을 보고 마땅히 지극히 존귀하게 될 것이라고 하였는데 진 왕 사마소가 이 말을 듣고 그를 아들 사마염과 결혼시켰다. 그는 사마염에게 아주 총애를 받아서 사마궤(司馬軌), 사마충, 사마간(司馬柬), 평양공주(平陽公主), 신풍공주(新豐公主), 양평공주(陽平公主)를 낳았다.
시아버지 사마소가 죽고 남편인 사마염이 다음 진 왕이 되자 그는 진 왕비가 되었으며, 이후 사마염이 진나라를 새우고 무제로 즉위하자 그는 황후가 되었다. 관리들이 상주하길 한나라의 고사를 따라 그와 태자는 각각 탕목읍 40현을 식읍으로 주어야 한다고 했지만 무제는 고대의 제도가 아니라고 여겨 허락하지 않았다. 그는 외삼촌의 은혜를 추념하여 조준(趙俊)으로 하여금 고관에 현임되도록 하고 조준의 형 조우(趙虞)의 딸 조찬(趙粲)으로 하여금 후궁에 들어와 부인(夫人)이 되게 하였다.
무제는 황태자 사마충이 제위를 감당하지 못할 것이라고 여겨 비밀리에 이를 그에게 말했다. 그는 “적자를 세우는 것은 나이로 하는 것이지 현명한 정도로 하는 것이 아닙니다. 어찌 바꿀수 있겠습니까?" 라고 하였다.
당초에 가충의 아내 곽씨(郭氏)가 그에게 뇌물을 주고 자기 딸 가남풍을 태자비로 삼아 줄 것을 청하였다. 태자의 혼사를 상의하던 때에 이르러 무제는 위관(衛瓘)의 딸을 태자와 결혼시키고 싶어했으나 무원황후가 가남풍의 미덕을 심히 칭찬하고 몰래 태자태부(太子太傅) 순의(荀顗)로 하여금 나아가 말하게 하니 무제가 이에 동의하였다.
태시 연간에 황제가 양가의 규수들을 널리 선발하여 후궁을 채울려고 조서를 내려 백성들의 혼사를 금지하고 사자의 수레를 탄 환관을 보내 마부로 하여금 각 주군을 빠르게 돌아보고 선택된 사람들을 황후로 하여금 뽑게 하였다. 그는 질투하여서 얼굴이 하얗고 키가 큰 여자만을 뽑고 단아하고 수려한 아가씨는 전부 뽑히지 않았다.
당시에 변번(卞藩)의 딸이 아름다웠는데 무제는 부채로 얼굴을 가리면서 그에게 말하길 “변씨 집안의 딸이 아름답습니다”하였으나 그가 대답하길 “변번은 3대가 모두 그의 친족이었는데 그의 딸을 이런 비천한 자리까지 굽힐수 없습니다.”하니 황제가 곧 그만두었다. 결국 사도 이윤(李胤), 진군대장군 호분(胡奮), 정위 제갈충(諸葛沖), 태복 장권(臧權), 시중 풍손(馮蓀), 비서랑 좌사(左思)와 세족들의 딸에 이르기까지 모두 3부인, 9빈의 자리를 채웠다. 사(司),기(冀),연(兗),예(豫) 4주에서 2천석의 장리 집안은 양인(良人)이하의 후궁을 보충하였다. 유명한 가문의 딸들 중에 옷을 훼손하고 얼굴에 상처를 입혀서 선발되어 후궁에 들어가는 것을 피하고자 한 사람이 많았다.
그가 병이 났을 때에 이르러 무제가 호부인(胡夫人)을 총애하는 것을 알고 이후에 호부인을 황후로 세워 태자의 위치를 불안하게 할까 두려워하였다. 임종시에 무제의 무릎에 누워서 말하길 “숙부 양준(楊駿)의 딸 남윤(男胤)은 재모를 겸비하고 있으니 원컨대 폐하께서 그를 선발하여 육궁(六宮:황후의 침전)을 채우십시오” 하면서 비통하게 눈물 흘리니 무제도 역시 울면서 응답하였다. 274년, 명광전(明光殿)에서 황제의 무릎에 누워서 죽었는데 나이가 36세였다. 무제는 그를 준양릉(峻陽陵)에 장사 지냈다.

## 가계

### 관련 인물
양병　양수　양제　양준　양지　양진　양표

## 가족 관계
- 부: 양병(楊炳)
- 숙부: 양준(楊駿)
- 시부: 태조 문황제 사마소(太祖 文皇帝 司馬昭)
- 시모: 문명황후 왕씨 왕원희(文明皇后 王氏 王元姫)
  - 황제(남편): 세조 무황제 사마염(世祖 武皇帝 司馬炎)
    - 제1황자: 비릉도왕(毗陵悼王) 사마궤(司馬軌)
    - 제2황자: 황태자 사마충(司馬衷) (서진 혜제)
    - 황태자비(정후): 혜문황후 가씨 가남풍(惠文皇后 賈氏 賈南風)
    - 황태자비(계후): 혜헌황후 양씨 양헌용(惠獻皇后 羊氏 羊献容)
    - 제3황자: 진헌왕(秦獻王) 사마간(司馬柬)
    - 제7황녀: 평양공주(平陽公主)
    - 제8황녀: 신풍공주(新豊公主)
    - 제9황녀: 양평공주(陽平公主)

  - 황후(계후): 무도황후 양씨 양지(武悼皇后 楊氏 楊芷)
    - 제16황자: 발해상왕(渤海殤王) 회(恢)

  - 황후(추존): 효회태후 왕씨 왕원희(曉懷太后 王氏 王媛姬)
    - 제 17황자: 예장왕(豫章王) 사마치(司馬熾) (서진 회제)
    - 황자 비(정후): 회황후 양씨 양난벽(懷皇后 梁氏 梁蘭璧)

  - 빈: 귀빈 좌씨 좌분(貴嬪 左氏 左芬)
  - 빈: 귀빈 호씨 호방(貴嬪 胡氏 胡芳)
    - 제11황녀: 무안공주(武安公主)

  - 궁인: 부인 제갈씨 제갈완(夫人 諸葛氏 諸葛婉)
    - 제13황자: 여음애왕(汝陰哀王) 사마모(司馬謨)